# Euphorbia meloformis

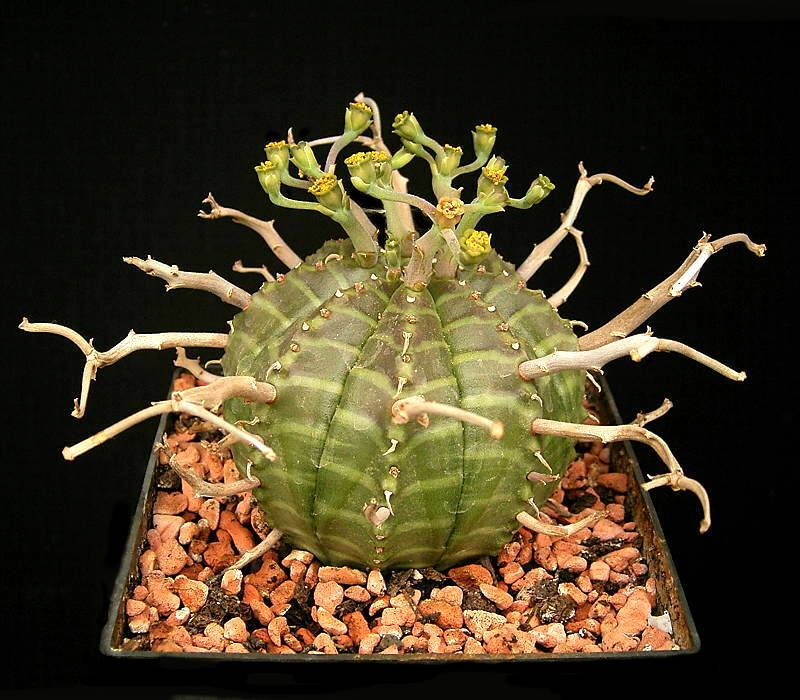
Euphorbia meloformis subsp. valida

Euphorbia meloformis ist eine Pflanzenart aus der Gattung Wolfsmilch (Euphorbia) in der Familie der Wolfsmilchgewächse (Euphorbiaceae).

## Beschreibung
Die sukkulente Euphorbia meloformis ist zweihäusig und bildet kleine unverzweigte Pflanzen aus, die manchmal an der Basis sprossen. Der nahezu kugelförmige Körper erreicht etwa 10 Zentimeter im Durchmesser und besitzt einen eingedrückten Scheitel. In der Regel werden acht Rippen ausgebildet mit dazwischenliegenden Vertiefungen. Die Pflanzen sind grün gefärbt und weisen gelegentlich dunkle Querbänder auf. Auf den Rippen befinden sich im Abstand von 3 bis 6 Millimeter zueinander kleine Warzen.
Die Blütenstände sind um den Scheitel herum angeordnet und bestehen aus ein- bis dreifach gegabelten Cymen. Die männlichen Blütenstände werden bis 6 Zentimeter lang und haben bis 6 Millimeter lange Blütenstiele. Diese verhärten sich später und verbleiben oft dauerhaft an der Pflanze. Die weiblichen Blütenstände werden bis 12 Millimeter lang, haben 2 Millimeter lange Blütenstiele und sind vergänglich. Die Cyathien erreichen bis 4 Millimeter im Durchmesser und die elliptischen Nektardrüsen sind grün gefärbt. Die nahezu kugelförmige und sitzende Frucht wird etwa 6 Millimeter groß und ist mit feinen Haaren besetzt. Der eiförmige Samen wird 3 Millimeter groß und hat eine glatte Oberfläche.

## Verbreitung und Systematik
Euphorbia meloformis ist in der südafrikanischen Provinz Ostkap verbreitet.
Die Erstbeschreibung der Art erfolgte 1789 durch William Aiton.
Es werden folgende Unterarten unterschieden:
- Euphorbia meloformis subsp. meloformis
als Synonym gelten Euphorbia pomiformis Thunb. (1800), Euphorbia meloniformis Lem. (1821), Euphorbia falsa N.E.Br. (1915), Euphorbia pyriformis N.E.Br. (1915) und Euphorbia infausta N.E.Br. (1915).
- Euphorbia meloformis subsp. valida (N.E.Br.) G.D.Rowley (1998)
im Unterschied zur Stammart wird der Pflanzenkörper zylindrisch, bis 30 Zentimeter hoch und 12,5 Zentimeter im Durchmesser. Der Scheitel ist gerundet und es werden mehr Cymen ausgebildet, die dann zwei- bis vierfach gegabelt sind. Die Blütenstiele werden bis 2 Zentimeter lang, sind härter und verbleiben länger an der Pflanze. Als Synonym gilt Euphorbia valida N.E.Br. (1915).